# Maison natale d'Ulrich Zwingli
La maison natale d'Ulrich Zwingli est une maison de bois située dans le village de Lisighaus, sur le territoire de la commune de Wildhaus-Alt Sankt Johann, dans le canton suisse de Saint-Gall. C'est dans cette maison qu'est né, le 1er janvier 1484 le réformateur protestant Ulrich Zwingli.

## Histoire
On ne sait ni quand, ni par qui la maison a été construite. On ignore également le nom de son propriétaire jusqu'à la seconde moitié du XVIIIe siècle lorsqu'un certain Johann Feiss-Feurer en prend possession. Plus tard, elle appartiendra successivement à la famille Kuhn-Feiss (de 1787 à 1802), à Klaus Ammann, puis, dès 1834 à Abraham Forre. L'année suivante, elle est transformée en école primaire et conservera ce rôle jusqu'à la construction d'une nouvelle école en 1842.
Dès 1820, un mouvement venant de Zurich milite en faveur d'un monument à la gloire de Zwingli dans son village natal. Fondée dans la région en 1823, la Zwinglianische Lesegesellschaft Wildhaus Alt-St. Johann se prononce contre un monument, mais plutôt en faveur d'un « lebendiges Denkmal » (monument vivant), sous la forme d'une école ou d'un orphelinat ; cette proposition est acceptée par les Zurichois qui récoltent des fonds dès 1825 ; la principale collecte aura lieu le 11 octobre 1831, sur le champ de bataille de la seconde guerre de Kappel, lors d'une cérémonie organisée pour célébrer le 300e anniversaire de la mort du réformateur.
En 1848, l'association zurichoise achète l'ancienne école en bois et en fait don à la société locale à la condition qu'elle soit transformée en école secondaire (Realschule) pour les enfants de la région. Cela sera le cas entre le 1er mai 1876 et l'année 1898 où une nouvelle école secondaire, plus grande, est ouverte ; le bâtiment est alors vendu aux églises évangéliques cantonales de Zurich, Thurgovie, Appenzell Rhodes-Extérieures et des Grisons.
En 1897, la maison est entièrement rénovée sous la direction de l'architecte cantonal de Zurich Hermann Fietz. Depuis, elle est inscrite comme bien culturel d'importance nationale et peut être visitée.

## Description
La maison de Zwingli comprend trois pièces au rez-de-chaussée : une cuisine-séjour, une salle de séjour, et une troisième pièce plus tardive. À l'étage supérieur se trouvent deux chambres accessibles par un escalier. La petite cave a probablement été construite plus tard. Le bâtiment ne correspond que partiellement à la maison originelle du XVe siècle ; avant 1810, plusieurs transformations sont opérées pour optimiser l'espace disponible et améliorer le chauffage. Le mobilier actuel se compose essentiellement de prêts du Musée national suisse et de copies.

## Source
- (de) Cet article est partiellement ou en totalité issu de l’article de Wikipédia en allemand intitulé « Zwinglis Geburtshaus » (voir la liste des auteurs).